# Евангел (Курунис)
Митрополи́т Ева́нгел Куру́нис (греч. Μητροπολίτης Ευάγγελος Κουρούνης; 20 сентября 1961, Нью-Йорк) — епископ Константинопольской православной церкви, титулярный митрополит Сардский.

## Биография
Родился 20 сентября 1961 года в Нью-Йорке в семье Джона (по гречески Иоанниса) и Магдалины Курунисов, выходцев с острова Калимнос.
Учился в греческих приходских школах святого Елевферия и святого Спиридона в Нью-Йорке. По выпуске из Иммакулата Хай Скул поступил в Греческий колледж в Бруклайне (штат Массачусетс), который окончил в 1983 году. После этого получил богословское образование в там же, в Греческой православной богословской школе Святого Креста, который окончил в 1986 году со степенью магистра богословия (Master of Divinity).
1 февраля 1987 года епископом Мелойским Филофеем (Карамицосом) в храме святого Елевферия в Манхэттене был рукоположён в сан диакона.
В 1987—1988 годах обучался в Экуменическом институте Боссе при Женевском университете, где получил сертификат в области экуменических наук (Certificate of Ecumenical Studies). В тот же период служил диаконом в Православном Центре Константинопольского Патриархата в Шамбези, Женева.
В 1988—1989 годы служил архиепископским диаконом и помощником директора архивов Греческой Американской архиепископии.
30 июля 1989 года тем же архиереем был рукоположён в сан пресвитера в храме святого Спиридона в Вашингтон Хайтс, после чего с августа 1989 года по сентябрь 1993 года служил вторым священником Димитриевского собора в Астории.
30 марта 1991 года в храме святых Екатерины и Георгия в Астории архиепископ Северной и Южной Америки Иаков (Кукузис) возвёл его в сан архимандрита.
С сентября 1993 по март 1999 годах служил протосинкеллом Нью-Джерсийской епархии.
С 1996 года — директор регистратуры Американской архиепископии (до 2001 года) и глава её духовного суда (до апреля 2003 года).
С октября 2001 года вплоть до архиерейского избрания — настоятель собора святого Димитрия в Астории.
1-2 апреля 2003 года на собрании духовенства Американской архиепископии был избран для замещения Нью-Джерсийской митрополии. 12 апреля 2003 года, по рекомендации и избранию Синода Американской архиепископии, Священный Синод Константинопольской Православной Церкви единогласно избрал его митрополитом Нью-Джерсийским. В тот же день, по получении новости об избрании, архиепископ Американский Димитрий поздравил его с этим избранием:

Я поздравляю избранного митрополита Евангела, которого я знал в течение многих лет, сначала в качестве студента нашей Крестовоздвиженской богословской школы, а затем в качестве клирика нашей Святой Архиепископии Америки. За все эти годы, и часто в сложных условиях, избранный митрополит продемонстрировал искреннюю преданность Богу, непоколебимую приверженность догматам, канонам и духу Церкви, ревностью к распространению Евангелия, верность нашему эллинскому культурному наследию и нашим православным традициям и замечательному литургическому опыту. Я уверен, что по благодати и силе от Бога, новый митрополит Нью-Джерсский Святой Архиепископии Америки окажется истинным подражателем нашего Доброго Пастыря Иисуса Христа и приведёт преданного стадо его богоспасаемой Митрополии «на живые источники вод» (Апок. 7:17).
9 мая 2003 года в домовом архиепископском храме святого апостола Павла состоялась «мега минима» — официальное объявление и провозглмериашение избрания.
10 мая того же года в Троицком кафедральном соборе Нью-Йорка хиротонисан во епископа Нью-Джерсийского. Хиротонию совершили: архиепископы Американский Димитрий (Тракателлис), архиепископ Иаков (Кукузис), митрополит Бостонский Мефодий (Турнас), митрополит Атлантский Алексий (Панайотопулос), митрополит Тьянский Паисий (Лулургас), епископ Мелойский Филофей (Карамицос), епископ Олимпский Анфим (Драконакис), епископ Апамейский Викентий (Маламатениос), епископ Ксантский Димитрий (Кушелл), епископ Троадский Савва (Зембиллас), епископ Кратейский Герасим (Михалеас), епископ Фазианский Антоний (Паропулос).
Настолование митрополита Евангела, первого греческого Нью-Джерсийского архиерея в митрополичьем сане, состоялось на следующий день, 11 мая, в Иоанно-Богословском соборе в городе Тенафлай (штат Нью-Джерси). Нью-Джерсийская митрополия на тот момент объединяла 55 приходов в штатах Нью-Джерси, Большой Филадельфии, Делавэре, Мэриленде и Виргинии.
8 октября 2020 года назначен титулярным митрополитом Сардским.